# Дмитрий Кантемир (фильм)
«Дми́трий Кантеми́р» — советский полнометражный цветной историко-приключенческий художественный фильм, поставленный на киностудии «Молдова-фильм» в 1973 году режиссёрами Владимиром Иовицэ и Виталием Калашниковым.
Премьера фильма в СССР состоялась в Москве 16 сентября 1974 года.

## Сюжет
Сюжет фильма рассказывает о Господаре Молдавского княжества Дмитрии Кантемире и охватывает 1710 и 1711 годы. В центре сюжета лежат события неудачного для русской армии Прутского похода 1711 года.
Турецкий султан назначает господарем Молдавского княжества Дмитрия Кантемира, оставляя у себя в заложниках его старшего сына.
Дмитрий Кантемир, приехав в Молдавию, и видя насилие по отношению к молдавскому народу со стороны турок, решает сделать страну независимой от власти турецкого султана, а также освободить захваченные турками молдавские земли и избавить Молдавию от турецкой дани.
Он заключает в Луцке договор с русским царём Петром I о совместном противостоянии против Турции, и объявляет об этом на боярском собрании. Жена Кантемира Кассандра, тревожась, напоминает ему о том, что у турецкого султана в заложниках их сын и что ему теперь угрожает смерть.
Когда русские войска приблизились к землям Молдавии, Дмитрий Кантемир посылает к Петру I капитана Декусарэ, который докладывает о том, что вся Молдавия взялась за оружие, под знамёна собрано семнадцать молдавских полков, и Кантемир просит русские войска перейти Днестр.
Русские войска переходят Днестр и совместно с молдавскими частями разбивают турок.
От турецкого султана к Дмитрию Кантемиру прибывает Реис-эфенди. Он говорит Кантемиру, что его сын доставлен из Стамбула в лагерь турок. И если Кантемир не прибудет к туркам со всем своим войском на рассвете, то голова его сына будет прислана ему на подносе.
Дмитрий Кантемир не соглашается на условия Реис-эфенди. Турки собираются казнить сына Кантемира, но в последнюю минуту Реис-эфенди отменяет казнь своей властью. Он освобождает мальчика и отправляет его к Димитрию Кантемиру.
Часть молдавских бояр, не одобрив выбор Кантемира в пользу России, переходит на сторону турецкого султана. В результате их предательства туркам удаётся окружить русскую армию, подавить восстание в Молдавии и вернуть власть.
Турки требуют от Петра Первого отдать им Азов, разрушить таганрогские укрепления, а также голову Дмитрия Кантемира, на что Пётр I отвечает отказом.
Дмитрий Кантемир покидает Молдавию вместе с Петром Первым и русским войском.

## Роли исполняют

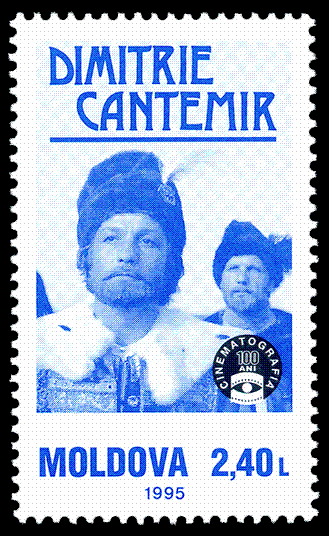
Михай Волонтир в фильме «Дмитрий Кантемир» (1973) на почтовой марке Молдовы

- Михай Волонтир — Дмитрий Кантемир (роль дублировал Владимир Костин)
- Александр Лазарев — Пётр I
- Ариадна Шенгелая — Кассандра, жена Кантемира
- Леонхард Мерзин — боярин Иордаке Русет (роль дублировал — Юрий Дедович)
- Наталья Варлей — Родика дочь Русета (роль дублировала — Евгения Ветлова)
- Думитру Фусу — Реис-эффенди (роль дублировал — Юрий Соловьёв)
- Георгий Лапето — капитан Декусарэ (роль дублировал — Александр Демьяненко)
- Виктор Чутак — Некулче, советник Кантемира (роль дублировал — Герман Колушкин)
- Мелик Дадашев — визирь (роль дублировал — Игорь Ефимов)
- Валериу Купча — Николай Маврокордат (роль дублировал — Александр Суснин)
- Эммануил Виторган — Карл XII, король Швеции
- Женя Ролько — сын Кантемира (роль дублировал — Вадик Симонов)

## В эпизодах[1]
- Руслан Ахметов — Али-Бей
- Мефодий Апостолов — молдавский боярин
- Михаил Бадикяну — молдавский боярин
- Пётр Баракчи — молдавский боярин
- Болот Бейшеналиев — крымский (татарский) хан
- Георгий Георгиу — Шереметев
- Вячеслав Гостинский — Шафиров
- Янис Грантиньш — Какавела
- Николай Заплитный — боярин
- Виктор Рождественский — генерал Кропотов
- Всеволод Гаврилов
- Николай Кузьмин — эпизод
- Геннадий Четвериков — эпизод
- Михай Чобану — эпизод

## Съёмочная группа
- Сценарий — Владимир Иовицэ
- Постановка — Владимир Иовицэ, Виталий Калашников
- Главный оператор — Виталий Калашников
- Художники — Василий Ковриг, Владимир Булат
- Композитор — Эдуард Лазарев
- Звукооператор — Андрей Буруянэ
- Монтажёр — Н. Буруянэ
- Редактор — Ю. Семёнов
- Гримёр — Николай Пономаренко
- Ассистент режиссёра — Валентина Плугари
- Директор фильма — А. Матвеев

Фильм дублирован на киностудии «Ленфильм»
Режиссёр дубляжа — Григорий Цорин
Звукооператор — Григорий Эльберт

## Признание и награды
- Поощрительный диплом за отображение исторической темы в сложном постановочном фильме на VII ВКФ в Баку (1974).
- Государственной премии Молдавской ССР удостоены режиссёр Владимир Иовицэ, оператор Виталий Калашников, художник Василий Коврига, актер Михай Волонтир) (1976).